# Insane Clown Posse
Pour les articles homonymes, voir ICP.
Insane Clown Posse (ICP) est un groupe de hip-hop américain, originaire de Détroit, dans le Michigan. Le groupe se compose de Joseph Bruce et Joseph Utsler, qui jouent sur scène des personnages de clowns maléfiques sous les noms respectifs de Violent J et Shaggy 2 Dope (originellement 2 Dope). Insane Clown Posse adopte un style de rap hardcore appelé horrorcore, et est connu pour ses performances sur scène. Le duo détient deux albums certifiés disques de platine et cinq albums certifiés disques d'or. Selon Nielsen SoundScan, le groupe dénombre un total de 6,5 millions d'exemplaires vendus aux États-Unis et au Canada en avril 2007.
Le groupe est à l'origine connu sous les noms de JJ Boyz et Inner City Posse. Le thème des paroles sont dans le registre du surnaturel et de l'horreur. Le duo est fondateur du label indépendant Psychopathic Records avec le manager Alex Abbiss, et réalisateurs des films Big Money Hustlas et Big Money Rustlas. Ils fondent et dirigent également leur propre fédération de catch appelée Juggalo Championship Wrestling, puis collaboreront par la suite avec des musiciens et groupes connus dans les domaines du rock et du hip-hop.

## Biographie

### Débuts (1985–1991)
Joseph Bruce (Violent J) et Joseph Utsler (Shaggy 2 Dope) se rencontrent à l'Oak Park, un endroit situé au nord de Détroit, dans le Michigan. Avec le frère d'Utsler, John, et son ami, Lacy, ils effectuent de petits combats de catch dans un ring qu'ils ont eux-mêmes construit. Il écoutait également du hip-hop, comme 3rd Bass, Beastie Boys, N.W.A et des rappeurs locaux comme Awesome Dre. En 1989, Joseph Bruce, sous le nom de Jagged Joe, Joseph Utsler, sous le nom de Kangol Joe, et John Utsler, sous le nom de Master J, publient un single intitulé Party at the Top of the Hill sous le nom des JJ Boys, mais le groupe décide de ne pas se lancer dans une carrière musicale sérieuse. La pauvreté et les conflits familiaux mènent Bruce à emménager avec Rudy « The Rude Boy » Hill à River Rouge, une ville située au sud-ouest de Détroit.
Se sentant à sa place, Bruce forme un gang appelé Inner City Posse, composé de Joseph Utsler, Rudy Hill, d'autres amis de Bruce, et un nombre d'autres relations originaires du sud-ouest de Détroit. Bruce est emprisonné dix-neuf jours entre 1989 et 1990 pour menaces de mort, braquage, et violation de sa probation ; il apprend de cette expérience et s'investit moins dans son gang. Bruce se lance dans une carrière de catch (lutte) à sa sortie de prison, et rencontre pour la première fois Rob Van Dam et Sabu, avec qui il se lie rapidement d'amitié. Bruce, dégoûté du catch, décide de se chercher une autre voie. De retour dans la rue, Bruce, Utsler et le frère d'Utsler, John, jouent du hip-hop dans des clubs de nuit locaux, sous les pseudonymes de Violent J, 2 Dope, et John Kickjazz, sous le nom de leur gang, Inner City Posse. Dans le besoin d'un manager, le frère de Bruce, le rappeur Robert, lui recommande son ami et dirigeant d'une petite boutique de disques Alex Abbiss, qui aidera le groupe à établir le label Psychopathic Records en 1991. Plus tard la même année, le groupe publie son EP intitulé Dog Beats.
Les radios locales expriment leur réticence quant à une éventuelle diffusion sur les ondes de leur single Dog Beats, du fait que chaque membre d'Inner City Posse soit blanc. Le groupe les accuse plutôt de ne pas apprécier leur style gangsta rap. Après un changement de style musical, le groupe décide de changer de nom. Utsler suggère de garder les initiales I.C.P.. Chaque membre propose plusieurs noms avant que Bruce ne se rappelle d'un rêve qu'il avait fait d'un clown rôdant autour de Delray, ce qui inspirera le nouveau nom du groupe : Insane Clown Posse. Le groupe décide ensuite de se peindre le visage.

### Carnival of CarnageetRingmaster(1992–1994)
Le groupe se lance dans l'enregistrement de son premier album, Carnival of Carnage, avec le producteur Chuck Miller. Après trois chansons pour un budget de 6 000 $ avec Miller, Alex Abbiss trouve un autre producteur Mike E. Clark. Le groupe achève l'album avec Clark, qui continuera à travailler avec eux le restant de sa carrière. L'album fait participer des rappeurs locaux comme Esham et Kid Rock. Quelques semaines avant la publication de l'album, John quitte le groupe pensant « perdre son temps. » Bruce et Utsler tentent de le joindre pour parler de ce problème, mais John ne répondra jamais.
Carnival of Carnage est publié le 18 octobre 1992, et distribué à Détroit. Stephen Thomas Erlewine, du site web AllMusic, compare la performance du groupe sur l'album à un « Beastie Boys au troisième degré mélangé à du Faith No More [...] » L'EP suivant, Beverly Kills 50187, se vend bien et se popularise. Lors d'une performance sur scène de la chanson The Juggla, Bruce s'adresse au public qu'il appelle Juggalos, et l'accueil de ce mot est élogieux. Cependant, Ben Sisario de Rolling Stone et Erlewine d'AllMusic, pensent que ce mot se rapproche bien plus du terme racial jigaboo,.
Le deuxième album du groupe, Ringmaster, est publié le 8 mars 1994, et sa popularité permet au groupe d'accéder aux meilleures soirées de Détroit. Bruce et Utsler, qui font référence à la boisson locale Faygo dans leurs chansons, « pensent que ça serait cool d'en prendre sur scène. » Lors d'un concert en 1993, Bruce jette une bouteille ouverte de Faygo dans le public sur un groupuscule qui lui faisait un doigt. Bruce et Utsler continueront à verser du Faygo sur son public à chaque tournée. Une tournée nationale augmente les ventes de leur album et permet ainsi à Ringmaster d'être certifié disque d'or. Le deuxième EP du groupe, The Terror Wheel, est publié le 5 août 1994. L'une des chansons de l'EP, Dead Body Man, est fréquemment jouée à la radio. Cette même année marque leur concert Hallowicked, qui deviendra un événement annuel pendant chaque soirée d'Halloween à Détroit.

### Riddle BoxetThe Great Milenko(1995–1998)
En 1995, Bruce et Utsler tentent de signer à un label major. Le duo finit par signer avec le sous-label de Jive Records, Battery Records, dans lequel ils font paraître leur troisième album studio, Riddle Box, le 10 octobre 1995. Battery/Jive Records montrant peu d'intérêt à faire la promotion de l'album, Insane Clown Posse finance indépendamment la campagne publicitaire de Riddle Box. Cet effort amène le groupe à Dallas, au Texas, où il tente de convaincre les disquaires locaux de vendre leur album. Les ventes se comptent en moyenne à 1 500 exemplaires par semaine.
Le manager Alex Abbiss négocie un contrat avec le label Hollywood Records dirigé par Disney, qui propose le rachat du contrat d'Insane Clown Posse de Battery/Jive/BMG Records pour un million de dollars. Le groupe démarre son quatrième album, The Great Milenko, en 1996, période durant laquelle Disney demande le retrait des chansons The Neden Game, Under the Moon, et Boogie Woogie Wu. Disney demande également que les paroles des autres chansons soient changées, menaçant de ne pas publier l'album,. Bruce et Utsler exécutent les ordres de Disney, puis préparent une tournée nationale avec House of Krazees et Myzery.
Insane Clown Posse annonce le retrait de leur album par Hollywood Records quelques heures après sa publication, malgré 18 000 exemplaires vendus, et son classement à la 63e place du Billboard 200,. Le groupe informe également que les séances d'autographes et la tournée prévue sont annulées, que les publicités pour l'album et la vidéo du titre Halls of Illusions (qui a atteint la première place des requêtes sur la chaîne britannique BOX) sont retirées de l'antenne, ainsi que son renvoi du label. Plus tard, il est révélé que Disney a été pris à partie par la Southern Baptist Convention pour avoir fait la publicité des Gay Days à Disneyland. La Convention accuse Disney de tourner le dos aux valeurs traditionnelles familiales.
Le contrat du groupe avec Hollywood Records rompu, Insane Clown Posse signe un nouveau contrat avec Island/PolyGram Records, qui prévoit la publication de leur quatrième album, comme prévu,. David Browne d'Entertainment Weekly attribue un C- à l'album : « [Avec] son humour puéril et ses musiques metal-rap intentionnellement nulles, l'album donne un gros coup de vieux. » The Great Milenko est certifié disque de platine avec 1,7 million d'exemplaires vendus. L'un des premiers projets du groupe avec Island Records s'intitule Shockumentary, un documentaire diffusé sur MTV. La chaîne refuse d'abord de diffuser le documentaire, mais Island Records les persuade en retour de service. Shockumentary accroit les ventes de 17 000 à 50 000 exemplaires par semaine. Island réédite également les deux premiers albums du groupe, et publie une compilation 2-CD composée de chansons inédits et démos intitulée Forgotten Freshness Vol. 1.

### Tournée nationale et conflits avec Eminem
Deux jours après l'émission de la Extreme Championship Wrestling (ECW), Insane Clown Posse lance sa tournée nationale avec House of Krazees et Myzery. Leur premier concert, effectué à Orlando, en Floride, est organisé par Insane Clown Posse et laissé libre au public. Au milieu de la tournée, Brian Jones de House of Krazees s'embrouille avec ses membres. Jones quitte le groupe, forçant House of Krazees à abandonner la tournée. Le succès de la tournée permet à Bruce et Utsler de financer leurs nouveaux domiciles afin d'y loger leurs familles respectives. Bruce demande également à sa mère de quitter son travail, car étant capable de subvenir à ses besoins financiers.
À la fin de 1997, Bruce emmène Myzery au St. Andrew's Hall. Eminem, à cette période un mc local encore méconnu du public, fait la rencontre de Bruce et, d'après ce dernier, lui tend une affiche pour son concert de The Slim Shady EP. L'affiche disait « avec Esham, Kid Rock, et ICP (peut-être). » Bruce demande alors à Eminem pourquoi annoncer Insane Clown Posse sans même d'abord avoir contacté le groupe. Eminem répond « ça veut dire 'peut-être'. Peut-être que vous serez là, j'en sais rien. C'est pourquoi je suis venu vous demander. Alors vous venez participer ou quoi ? » Bruce, frustré de ne pas avoir été consulté lui répond « Putain non, je viendrai pas. On aurait pu venir, si tu nous avait demandé avant de nous mettre sur ta putain d'affiche comme ça. » Bruce rapporte qu'Eminem les a ensuite insulté lors d'entrevues. Bruce et Utsler répondent alors en déformant le nom d'Eminem, Slim Shady, en « Slim Anus » dans leur titre 85 Bucks An Hour extrait du premier album de Twiztid, Mostasteless, publié en 1997. Les conflits entre Insane Clown Posse et Eminem dureront jusqu'en 2005 avant qu'un frein ne soit mis par le groupe D12 et Psychopathic Records,.

### TournéeThe House of Horrorset problèmes judiciaires
Un mois après la tournée ICP's Strangle-Mania Live, Insane Clown Posse se lance dans une deuxième tournée, The House of Horrors Tour, avec Myzery. À la recherche d'un deuxième groupe avec qui jouer, Bruce reçoit un coup de téléphone des anciens membres de House of Krazees Jamie Spaniolo et Paul Methric, qui lui annoncent la séparation de leur groupe et lui demandent s'ils peuvent participer à sa tournée. Spaniolo et Methric lui envoient une démo contenant trois chansons : 2nd Hand Smoke, Diemotherfuckdie, et How Does It Feel?. Bruce, très impressionné par ce qu'il entend, accepte immédiatement de signer avec eux. Bruce, Spaniolo, et Methric s'accordent sur le nom du groupe Twiztid. The House of Horrors Tour présente ainsi Insane Clown Posse, aux côtés de Twiztid, Myzery, et Psycho Realm.
Le 16 novembre 1997, Bruce est appréhendé pour agression et accusé d'avoir porté une trentaine de coup de microphone à un membre du public lors d'un concert à Albuquerque, au Nouveau-Mexique. Bruce est enfermé pendant quatre heures puis libéré sous caution. L'édition 1998 du magazine Spin présente une bande-dessinée d'Insane Clown Posse et des Juggalos. Spin.
Après une soirée à Indianapolis, le bus d'Insane Clown Posse fait un arrêt au Waffle House de Greenfield, dans l'Indiana. Un client éméché s'en prend à Spaniolo et Bruce, et une bagarre éclate entre le client et le reste du groupe. Quelques mois plus tard, le 4 juin 1998, Bruce et Utsler plaident coupable pour trouble à l'ordre public devant la court de l'Indiana et s'en tirent avec 200 $ d'amende chacun. Les membres de Twiztid, Myzery, et Psycho Realm sont jugés pour agression. La tournée du groupe est brièvement interrompue en janvier 1998 lorsque leur bus dérive de l'autoroute percutant brusquement un talus, laissant Frank Moreno de Psycho Realm avec une commotion cérébrale. À la suite de l'accident, Insane Clown Posse reporte deux shows programmés à Cleveland, Ohio, les 22 et 23 janvier, mais sont présents les 25 et 26 janvier. Ils sont ensuite supposément accusé pour harcèlement sexuel.

### The Amazing Jeckel Brothers(1999)
Le 19 avril 1998, à Minneapolis (Minnesota), Bruce souffre de crise de paniques lors d'une performance et est conduit loin des coulisses. Bruce se rappelle, lorsqu'il était « hors de contrôle », s'être coupé les dreadlocks. Souffrant d'une autre crise de panique à son retour chez lui, Bruce décide de suivre un programme de santé mentale dans le Michigan. Insane Clown Posse annule ensuite l'équivalent de deux tournées aux États-Unis, mais lance en parallèle sa première tournée européenne,.
À la fin de 1998, plus d'un million d'exemplaires de The Great Milenko sont vendus et Insane Clown Posse est prêt à enregistrer son cinquième album, The Amazing Jeckel Brothers. Avec Mike E. Clark et Rich Legz Diamond Murrell, Bruce et Utsler développent leur album des idées plein la tête. Le groupe est connu à l'échelle nationale, mais n'a jamais été pris au sérieux. Dans l'espoir d'obtenir le respect que Bruce et Utsler pensaient mériter, ils prévoient de collaborer auprès de rappeurs respectés. Bruce explique vouloir impliquer Snoop Dogg et Ol' Dirty Bastard. Ils payent 40 000 $ à Snoop Dogg pour participer à la chanson The Shaggy Show. Snoop Dogg les aide également à contacter Ol' Dirty Bastard, qu'ils payent 30 000 $ pour participer. Ol' Dirty Bastard enregistre des parties vocaux en deux jours ; cependant, sur l'enregistrement, il ne fait que se plaindre des « salopes ». Finalement, Insane Clown Posse contacte Ice-T, qu'ils payent 10 000 $. Le groupe pense que la chanson d'Ice-T ne convient pas à l'album, et est plus tard publiée sur l'album suivant Psychopathics from Outer Space. Souhaitant améliorer leur image, le groupe engage la société publicitaire Nasty Little Man.
The Amazing Jeckel Brothers est publié le 25 mai 1999, atteint la quatrième place du Billboard, et est depuis certifié disque de platine par la RIAA. Stephen Thomas Erlewine attribue quatre à étoiles sur cinq à l'album explique qu'« [Insane Clown Posse] nous livre un album qui se rapproche de leur mélange ridiculous et carnivalesque de rap hardcore et de shock-metal en premier lieu. » Barry Walters de Rolling Stone attribue deux étoiles sur cinq à l'album expliquant qu'« aucun autre son ne peut masquer le fait que Shaggy et J restent des MCs emmerdants. » En parallèle à la publication de The Amazing Jeckel Brothers, Island Records fusionne avec Def Jam Records. Bruce et Utsler voient rapidement que Def Jam Records n'a aucun intérêt à leur égard. Eminem, en pleine popularité, insulte Insane Clown Posse lors d'interviews, de tournées, et dans la chanson Till Hell Freezes Over.

### Big Money Hustlaset Woodstock 1999
À la dernière tournée d'Insane Clown Posse (The House of Horrors Tour), ils regardent le film Big Ballers. Le groupe, et Twiztid, accueillent positivement la vidéo. Insane Clown Posse ayant achevé son album The Amazing Jeckel Brothers, Bruce et Utsler décident de réalsier leur propre film, Big Money Hustlas, avec le même budget à bas coût de Big Ballers. Island Records leur attribue un budget de 250 000 $ pour le film. Bruce et Utsler sont contactés par John Cafiero, un fan d'Insane Clown Posse, qui leur offre de réaliser le film. Insane Clown Posse demande à Mick Foley de jouer un personnage sous le nom de Cactus Sac, une parodie de son personnage au catch Cactus Jack. Cafiero contacte Misfits, Fred Berry, et, à la demande de Bruce, Harland Williams. Le script est rédigé par Bruce, et le film est tourné à New York. Bruce joue un mafioso et Utsler un inspecteur,.
Au Asylum In-store Tour, Abbiss informe Bruce et Utsler d'une offre de 100 000 $ pour leur présence au Woodstock 1999. Après Woodstock 1999, Insane Clown Posse lance sa tournée Amazing Jeckel Brothers Tour, avec Biohazard, Krayzie Bone, Twiztid, Mindless Self Indulgence, et Coal Chamber. Biohazard, Mindless Self Indulgence, Krayzie Bone, et Twiztid sont bien accueilli par le public ; cependant, Coal Chamber ne l'est pas. Les fans d'Insane Clown Posse boycottent l'achat de tickets, refusant d'assister aux performances de Coal Chamber. Sur trois shows joués par Coal Chamber, nombreux sont les billets remboursés. Bruce et son frère, Rob, décident de renvoyer Coal Chamber de la tournée. Ceci fait, plus aucun ticket n'est retourné. Bruce et Utsler explique que le renvoi de Coal Chamber est causée par un problème de matériel, mais révèlent plus tard la vraie raison de leur acte à l'Howard Stern Show, le 19 août 1999. Bruce poursuit en disant « Personne ne peut le dire, mais tout le monde a peur de son abruti de manager. » Plus tard dans la nuit, Stern contacte Bruce et Utsler, leur demandant de participer à son émission le lendemain afin de débattre avec le manager de Coal Chamber, Sharon Osbourne.
Avant le début de l'émission, Osbourne lance un défi à Bruce et Utsler pour une somme de 50 000 $ ; elle parie que le prochain album d'Insane Clown Posse ne pourra pas atteindre les 200 000 exemplaires vendus — un pari que Bruce accepte. À l'antenne, Osbourne informe Bruce et Utsler que Coal Chamber engage une poursuite judiciaire pour ne pas avoir honoré leur contrat. Osbourne explique que son groupe recevra 12 500 $ par show non honoré par le groupe. Bruce réitère que la musique de Coal Chamber n'interressait pas les fans d'Insane Clown Posse, et que chaque ticket remboursé effondrait graduellement leur tournée, raison pour laquelle Coal Chamber a été renvoyé. Osbourne annonce alors au public le pari qu'elle a lancé à Bruce concernant le prochain album d'Insane Clown Posse, expliquant que le duo risquait également d'être renvoyé par le distribueur. Selon les termes d'Osbourne : « Vous êtes morts. Votre carrière est foutue. » Bruce hausse le nombre de ventes à 500 000 exemplaires ; cependant, l'album atteint les 200 000 exemplaires.

### Bizaar and Bizzar(2000–2001)
Le 10 janvier 2000, Utsler s'effondre sur scène au House of Blues de Chicago et amené d'urgence au Northwestern Memorial Hospital. Il est dans un état grippal et a une glycémie anormalement faible. À la suite de cet incident, les dates suivantes sont reportées. En juin 2000, Eminem agresse physiqument Douglas Dail, un affilié d'Insane Clown Posse, le menaçant avec une arme à feu sur un parking à Royal Oak, Michigan. Eminem plaide coupable et sa peine est réduite. En juillet 2000, Bruce et Utsler jouent au premier Gathering of the Juggalos au Novi Expo Center de Novi (Michigan). Décrit par Bruce comme un « Juggalo Woodstock », le Gathering of the Juggalos est un festival musical de trois jours dont les activités se concentrent sur le catch, les jeux, les concours, les réunions, et les performances de chaque membre de Psychopathic Records.
Après le Gathering of the Juggalos, Insane Clown Posse prévoit la sortie prochaine de ses sixième et septième albums — Bizaar et Bizzar — en format double-album. Bizaar et Bizzar seront les derniers albums que Clark produira aux côtés d'Insane Clown Posse jusqu'à son retour en 2007. Bruce et Utsler s'envole pour Denver, dans le Colorado pour ajouter les touches finales aux albums. Bizaar et Bizzar est publié le 31 octobre 2000, atteignant les 20e et 21e places, respectivement, du Billboard 200,. Deux clip vidéos des titres Tilt-a-Whirl, extrait de Bizaar, et de Let's Go All The Way, une reprise de Sly Fox extrait de Bizzar sont publiés. MTV accepte de diffuser Let's Go All The Way sur leur chaîne tard dans la nuit Bruce et Utsler décident de bombarder de demandes de la vidéo au Total Request Live (TRL).
Le groupe fait la rencontre de 400 fans d'Insane Clown Posse devant les studios du TRL venus pour les soutenir. trente minutes avant le début de l'émission, les gardes de Viacom et des agents de police de New York dispersent les fans. Quelques fans, dont Robert Bruce, qui refusent de partir sont agressés par la sécurité. Bruce et Utsler quittent Island Records, et signent un contrat de distribution avec D3 Entertainment pour rééditer chaque album du catalogue Psychopathic Records. Insane Clown Posse fonde son propre studio d'enregistrement appelé The Lotus Pod. Fin 2001, le manager d'Insane Clown Posse, William Dail, est arrêté à Omaha, Nebraska, accusé d'avoir étranglé un homme qui secouait un t-shit Eminem en face du groupe. Dail est inculpé pour agression. Les charges se réduisent à 100 $ lorsqu'il plaide coupable,. Le second Gathering of the Juggalos est organisé du 13 au 15 juillet au SeaGate Convention Centre de Toledo (Ohio). L'événement organise des activités similaires au premier Gathering of the Juggalos, et fait participer d'autres musiciens tels que Bone Thugs-n-Harmony, Vanilla Ice, et Three 6 Mafia. Le 15 juin 2001, Bruce est arrêté à Columbia (Missouri).

### The Wraith: Shangri-La(2002-2003)
Le 5 novembre 2002, Insane Clown Posse publie son huitième album, The Wraith: Shangri-La, qui débute à la 15e du Billboard 200, et la première place des Top Independent Albums. Au Rolling Stone Album Guide, Ben Sisario critique l'album. Certains critiques perçoivent le concept religieux de l'album comme une blague. Bradley Torreano d'AllMusic explique que « même si c'est une blague, c'est ni drôle, ni intelligent. »
En septembre 2003, Insane Clown Posse est élu pire groupe de l'industrie musicale par Blender, et The Wraith: Shangri-La et élu le pire album du groupe. Cependant, le magazine accueille positivement l'album pour son « idiotie charmante ». Après la publication de The Wraith: Shangri-La, Bruce et Utsler signent un nouveau contrat avec RED Distribution de Sony BMG et lancent le label Psychopathic Europe. Le duo se lance dans une tournée de 75 dates appelée Shangri-La World Tour, durant laquelle ils jouent aux États-Unis, en Australie, et en Europe.

### The Wraith: Hell's Pitet postFirst Deck(2004–2006)
Après la publication de The Wraith: Shangri-La, Bruce admet ne pas souhaiter terminer la production de Hell's Pit. Il décrit Shangri-La comme « la fin du spectacle. C'est la fin des cartes Joker. Après ça, je ferai ce que je veux, pour le restant de mes jours. Ça semblait impossible. » Le 31 août 2004, Insane Clown Posse publie son neuvième album, Hell's Pit. Bruce décrit l'album comme le plus sombre, et le plus douloureux qu'il ait joué. Deux versions de l'album sont publiées, chacune composé de différents DVD. En 2005, D12 et Insane Clown Posse mettent un terme à leur conflit, avec l'aide du rappeur Proof. Des tentatives de réconciliation entre Eminem et Insane Clown Posse avaient auparavant échouées,, mais Bruce confirme finalement la fin du conflit.
Le 1er février 2006, un fan d'Insane Clown Posse, Jacob D. Robida, attaque un bar gay de New Bedford (Massachusetts) avec un pistolet et une machette — l'arme présentée dans le logo du label du groupe, Psychopathic Records,. Robida était un extrémiste nazi. Le 5 février, Robida tire et tue un policier en faction lors d'un contrôle de routine. Coincé par la police, Robida tue sa petite-amie, Jennifer Bailey, et ouvre le feu sur la police. Robida est touché par balle à la tête, et succombe de ses blessures à l'hôpital. Le 7 février, Insane Clown Posse publie un commentaire concernant cette histoire avec Robida. Le manager du groupe, Alex Abbiss, annonce les condoléances de Bruce et Utsler aux familles des victimes.

### The TempestetBig Money Rustlas(2007–2008)
Le 20 mars 2007, Insane Clown Posse publie son dixième album, The Tempest, qui débute à la 20e place du Billboard 200 et qui se vend à 33 000 exemplaires à sa première semaine,. En 2008, Bruce et Utsler tournent dans le film Death Racers, un direct-to-video diffusé le 16 septembre 2008, par The Asylum. En décembre 2008, John Antonelli traine le groupe en justice après un incident lors d'une performance dans une boite de nuit à Fargo, Dakota du Nord, appelée The Hub, anciennement Playmakers. Antonelli réclame 50 000 $ de dommages.
Le tournage de Big Money Rustlas, un film de western, est lancé en janvier 2009, et achevé le 24 février 2009. La dixième édition du Gathering of the Juggalos est organisée au Hogrock de Cave-In-Rock, dans l'Illinois, du 6 au 9 août. L'événement est le plus grand jamais organisé dans l'histoire du Gathering, dénombrant 20 000 personnes. Plus de 120 musiciens jouent à cet événement tels que Tech N9ne, Kottonmouth Kings, Ice Cube, GWAR, Coolio, Vanilla Ice, Onyx, Scarface, The Dayton Family, Bizarre, Esham, et NATAS. À l'événement, la bande-annonce de Big Money Rustlas est diffusée deux fois. Une infopublicité de l'événement est mise en ligne sur Internet par Psychopathic Records. Après l'événement, un ami d'Esham donne à Bruce un exemplaire de son album I Ain't Cha Homey, dont la couverture représente un clown mettant fin à ses jours avec une arme à feu. Bruce, en écoutant l'album, le prend comme une insulte envers Insane Clown Posse. Esham déclare sur son podcast qu'il n'en est rien, mais l'album causera certaines tensions entre Bruce et Esham, et les deux ne se parleront plus depuis la sortie de l'album.

### Bang! Pow! Boom(2009–2011)
Le onzième album d'Insane Clown Posse, Bang! Pow! Boom!, est publié le 1er septembre 2009. Il débute à la première place du Billboard Top Independent Albums, et la quatrième place du Billboard 200. Adam Graham, critique au Detroit News attribue à l'album une note de B, et le considère comme « le meilleur album des Clowns depuis The Amazing Jeckel Brothers en 1999. »
Le 5 décembre 2009, Saturday Night Live diffuse un sketch intitulé Kickspit Underground Rock Festival, parodiant la bande-annonce du Gathering of the Juggalos. Bruce explique ne pas avoir été scandalisé par cette parodie, et trouve ce sketch « hilarant ». La bande-annonce Big Money Rustlas est parodiée dans une vidéo appelée Juggalo News, popularisée sur CollegeHumor et Funny or Die, et félicitée par Bruce via son compte Twitter. Le 6 avril 2010, Bang! Pow! Boom! est réédité en Nuclear Edition À cette période, le duo remporte un Detroit Music Award dans la catégorie « groupe de rap/hip-hop populaire ». Le 17 avril, le Saturday Night Live diffuse un sketch parodiant le clip du titre Miracles, avec Ryan Phillippe et Bobby Moynihan. Insane Clown Posse accueille favorablement la parodie, et demande à participer au show.
Avant le lancement de la douzième édition du Gathering of the Juggalos, Insane Clown Posse est contacté par Jack White, invitant Bruce et Utsler à discuter d'une éventuelle collaboration,. Les deux acceptent et collaborent sur le titre Lick My Ass, qui s'inspire du titre Leck Mich Im Arsch de Mozart,. Bruce pense que c'est la nature scatologique de cette composition qui a amené White à demander à Bruce et Utsler de participer. Ils enregistreront par la suite les paroles en une seule prise,. Le single est publié le 13 septembre au label de White, Third Man Records, accompagné d'une autre chanson, Mountain Girl, que Bruce décrit comme sa préférée enregistrée par White, et « plus dans l'esprit d'ICP,,. » Big Money Rustlas est publié le 17 août 2010. Insane Clown Posse rrevient en Europe pour organiser une tournée. Le groupe publie une compilation de trois disques, Featuring Freshness, en novembre 2011,,,. La compilation inclut également des nouvelles chansons de Paris, Cold 187um, et Tone Tone,.
Aux Detroit Music Awards de 2011, Insane Clown Posse remporte un Distinguished Achievement Award.

### The Mighty Death Pop!(depuis 2012)
À leur concert Hallowicked de 2010, Insane Clown Posse annonce une nouvelle carte Joker appelée The Mighty Death Pop!. L'album possède deux faces, la première révélant la date du concert Hallowicked. The Mighty Death Pop! fait participer Tech N9ne et Hopsin,.
L'album est publiée en trois variantes, chacune avec différentes chansons bonus,. La première variante, appelée l'édition Red Pop, contient un album de reprises intitulé Smothered, Covered and Chunked, et fait participer les membres de Psychopathic Twiztid, Anybody Killa, Blaze Ya Dead Homie, Cold 187um et Boondox, ainsi que le chanteur de Limp Bizkit Fred Durst, et le rappeur Lil Wyte,. La deuxième variante, l'édition Black Pop, contient l'album Freaky Tales. La troisième variante, l'édition White Pop, contient l'album remix Mike E. Clark's Extra Pop Emporium, composé de remixes, repris de chansons enregistrées pendant les sessions Mighty Death Pop ; ces chansons font participer Kottonmouth Kings, Three 6 Mafia Color Me Badd, Ice Cube, Scarface, Geto Boys, Twiztid, Kreayshawn, Swollen Members, et Willie D.

## Catch
Bruce et Utsler se lancent dans le catch en tant que simples compétiteurs en 1983 pour faire la promotion de la fédération Tag Team Wrestling, plus tard appelée National All-Star Wrestling. Les deux décident de combattre en circuit indépendant dans le Michigan entre 1990 et 1997 avant d'apparaître ensemble à l'Extreme Championship Wrestling (ECW) sous le nom d'Insane Clown Posse. En 1998, l'équipe combat trois mois à la World Wrestling Federation (WWF) aux côtés des Oddities et, plus tard, des Headbangers. Après leur départ de la compagnie, ils combattent à la World Championship Wrestling (WCW) avec The Dead Pool et The Dark Carnival entre 1999 et 2000. Le 19 décembre 1999, Bruce et Utsler fondent leur propre fédération, le Juggalo Championshit Wrestling (désormais Juggalo Championship Wrestling). En 2004, ils luttent brièvement à la Total Nonstop Action Wrestling (TNA).

## Discographie
- 1992 : Carnival of Carnage
- 1994 : Ringmaster
- 1995 : Riddle Box
- 1997 : The Great Milenko
- 1999 : The Amazing Jeckel Brothers
- 2000 : Bizaar
- 2000 : Bizzar
- 2002 : The Pendulum
- 2002 : The Wraith: Shangri-La
- 2004 : Hell's Pit
- 2007 : The Tempest
- 2009 : Bang! Pow! Boom!
- 2012 : The Mighty Death Pop!
- 2015 : The Marvelous Missing Link: Lost
- 2015 : The Marvelous Missing Link: Found
- 2018 : Fearless Fred Fury